# Pjotr Tolstoj (1645–1729)
Pjotr Andrejevitj Tolstoj (ryska: Пётр Андреевич Толстой), född 1645, död 17 februari 1729, var en rysk greve och diplomat. 
Tolstoj skickades 1697 av tsar Peter den store till Italien för maritima och kulturella studier och var 1701–1714 Moskvas sändebud i Konstantinopel, där han två gånger fängslades av turkarna. 
Under de följande åren utförde han diplomatiska uppdrag i Danmark, England och Preussen och spelade en viktig roll som tsarens hantlangare vid avhämtandet av den förrymde tsarevitj Aleksej från Italien 1717. 
Till belöning för sitt nit ställdes han 1718 i spetsen för hemliga kansliet. Vid tsarinnan Katarinas kröning 1724 utnämndes han till greve. Efter Peters död kom han i konflikt med Aleksandr Mensjikov rörande tronföljden och förvisades 1727 vid 82 års ålder till Solovetskijklostret, där han dog. Han efterlämnade en intressant dagbok från sin resa 1697–1699 och en utförlig beskrivning av Svarta havet (1706).